# 長興県
長興県（ちょうこう-けん）は中華人民共和国浙江省に位置する省直轄の県であり、しばらくの間、湖州市の代理管轄下に置かれている。

## 地理
長興県は、浙江省に位置する省直轄の県であり、しばらくの間、湖州市の代理管轄下に置かれている。浙江省の北部、長江デルタの沖積平野、太湖の南西岸に位置し、湖州市呉興区・安吉県と県境を接している。安徽省広徳市・江蘇省宜興市と、省の境を接している。北緯30°43'-31°11 'から東経119°33'-120°06'の間にあり、総面積は1430平方キロメートルである。

## 歴史
長興は古くは長城と呼ばれていた。春秋時代の呉の闔閭の時期（紀元前514年 - 紀元前496年）、闔閭は弟の夫概を送り、現在の雉城街道の南東2マイルに夫概の城として城を建てた。城は狭くて長いので長城と呼ばれ、2500年以上の歴史がある。六朝時代は呉興郡に属していた。

## 行政区画
- 街道：雉城街道、画渓街道、太湖街道、竜山街道
- 鎮：洪橋鎮、李家巷鎮、夾浦鎮、林城鎮、虹星橋鎮、小浦鎮、和平鎮、泗安鎮、煤山鎮
- 郷：水口郷、呂山郷

## 人口
2018年末現在、長興県の総登録人口は636,400人で、男性318,100人、女性318,300人を含む。2018年の長興県の出生数は6,001人、死亡者数は4,330人で、自然人口増加率は2.63 ‰である。

## 経済
2018年、長興県は、同程度の価格で前年比8.5 %増の609億7800万元の国内総生産（GDP）を達成した。その中で、第一次産業の付加価値は33億3900万元で、前年比3.1 %増加し、第二次産業の付加価値は304億1000万元で、前年比8.6 %増加した。第三次産業の付加価値は275.97億元で、前年比9.1 %増加し、第三次産業は5.47：49.27：45.26を占め、第三次産業のGDP成長への貢献率は46.0 %である。登録人口に基づいて計算すると、一人当たりGDPは95,961元であり、8.1 %の同等の増加であり、平均為替レートで14,501米ドルに換算される。
2018年の長興県の総財政収入は102.68億元で、前年比18.0 %増加しました。地方財政収入は、59.37億元で、前年比19.9 %増加しました。地方財政収入のうち、税収は前年比19.2 %増の50.1億1000万元、84.4 %を占め、付加価値税、法人所得税、個人所得税は15億700万元、7億7400万元であった。それぞれ1.2 %、45.2 %、-19.0 %の増加である元と3億4000万元。財政支出は71.58億元で、前年比13.5 %増加し、そのうち教育、科学技術、医療と健康、社会保障、雇用支出はそれぞれ13億8800万元、3億1400万元、5億1900万元、7億1600万元であった。
2018年、長興郡の都市住民の1人当たりの可処分所得は54,985元で、前年比で9.3 %増加し、都市住民の1人当たりの消費支出は31,883元で、前年比で増加した。9.9 %農村住民の一人当たり可処分所得は32,114元で、前年比9.4 %増加しました。生活消費支出は19,699元で、前年比12.1 %増加した。

## 教育
- 浙江省長興中学
- 長興実験中学
- 長興龍山中学
- 長興古城中学
- 長興雉城中学

## 交通
- 鉄道
  - 新長線
  - 宣杭線
  - 杭牛線
  - 寧杭旅客専用線
- 高速道路
  - 杭寧高速道路
  - 杭長高速道路
  - 申蘇浙皖高速道路
- 一般国道
  - 104国道
  - 318国道

## 観光地
- 陳武帝故宮 - 南朝陳の建国者陳霸先（武帝）の宮跡
- 顧渚貢茶院
- 金釘子地質公園

## 出身者
- 陳霸先 - 南朝陳の初代皇帝
- 欽本立 - 「世界経済導報」の編集長
- 曽剣 - 撮影監督